# Phostria concolor
Phostria concolor là một loài bướm đêm trong họ Crambidae.